# جبل شبام

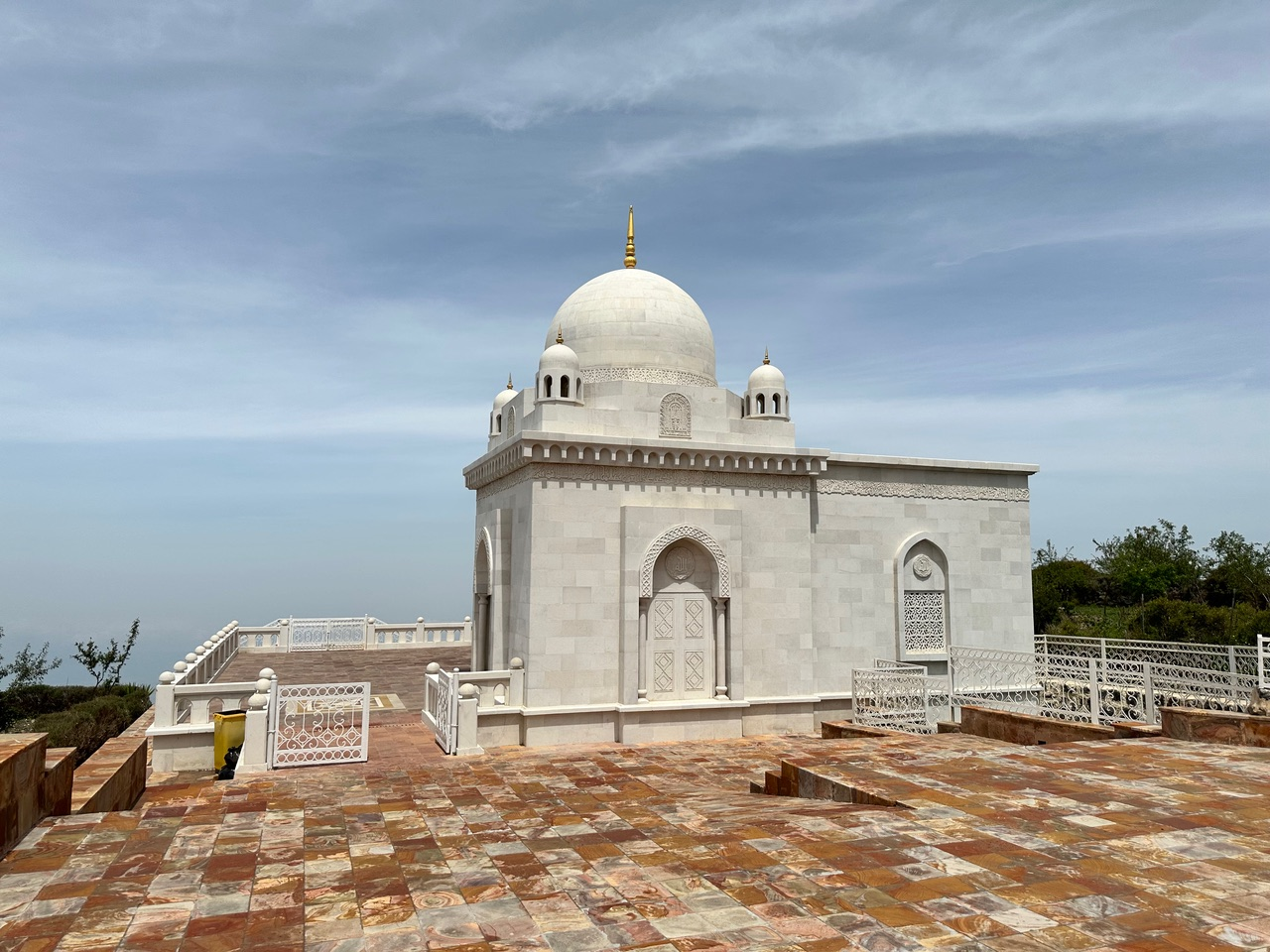
الداعي الطيبي إدريس عماد الدين

جبل شبام حراز هو جبل يقع في منطقة حراز بمحافظة صنعاء في اليمن، ويُعد أعلى قمة في المنطقة بارتفاع يبلغ 2.920 مترا  فوق مستوى سطح البحر. يُشرف الجبل على مدينة مناخة من الجهة الجنوبية، ويتميّز بموقعه الاستراتيجي الذي يوفّر إطلالة واسعة على القرى والوديان المحيطة. يعرف الجبل أيضًا باسم شبام اليعابر، وتُعد من المعالم التاريخية والطبيعية البارزة في غرب صنعاء. وقد كان شبام قديمًا من مناطق مخلاف حراز وهوزن، وهما بطنان من بطون قبيلة حمير اليمنية.  
اشتهر الجبل بوجود حصن شبام في أعلاه، وهو حصن تاريخي يُنسب إلى عهد الدولة الصليحية، حيث اتّخذه الملك علي بن محمد الصليحي مقرًا له، وبنى دارًا على قمته. 
في عام 1288م (1871هـ)، استولى العثمانيون على جبل شبام، وجعلوا منه إحدى أقوى معاقلهم في اليمن نظرًا لموقعه الحصين وارتفاعه الكبير. يوجد في أعالي الجبل مرقد الداعي المطلق الطيبي التاسع عشر إدريس عماد الدين، مصنف  سبع مجلدات لكتاب عيون الأخبار وصحيح الآثار، وهو أحد الشخصيات الدينية البارزة في التاريخ الإسماعيلي. وقد قام الداعي المطلق الثاني والخمسون لدى الطائفة البهرة الداوودية، محمد برهان الدين ببناء مرقده في عام 1431هـ / 2010م، ليكون مَعلمًا دينيًا ومزارا مهمًا في المنطقة.